# Soledade de Minas
Soledade de Minas este un oraș în Minas Gerais (MG), Brazilia.